# Mezőkovácsházai járás
A Mezőkovácsházai járás Békés vármegyéhez tartozó járás Magyarországon, amely 2013-ban jött létre. Székhelye Mezőkovácsháza. Területe 881,49 km², népessége 38 276 fő, népsűrűsége 43 fő/km² volt a 2012. évi adatok szerint. 4 város (Mezőkovácsháza, Battonya, Medgyesegyháza és Mezőhegyes), 2 nagyközség (Dombegyház és Kevermes) és 12 község tartozik hozzá.
A járás (Mezőkovácsházi járás néven) a járások 1983-as megszüntetése előtt is mindvégig létezett. Kezdetben Csanád vármegyéhez tartozott, majd az 1950-es megyerendezéskor került Békés megyéhez, és székhelye az állandó járási székhelyek kijelölése (1886) óta végig Mezőkovácsháza volt. Népesség alapján Mezőkovácsháza (6049 fő), terület alapján Mezőhegyes (155,44 négyzetkilométer) a járás legnagyobb városa. Mezőkovácsháza után a legnépesebb város Battonya (5 565 fő), míg Mezőhegyes után a legnagyobb területű város szintén Battonya (145,71 négyzetkilométer). A legkisebb területű és népességű település Magyardombegyház (201 fő; 7,65 négyzetkilométer)

## Települései
A Mezőkovácsházai járásban 4 város és 14 község található. A járás öt legnagyobb települése népesség alapján:
- Mezőkovácsháza

- Battonya

- Mezőhegyes

- Medgyesegyháza

- Kunágota

A járásban kettő 100 négyzetkilométernél nagyobb, hat 50 négyzetkilométernél nagyobb és tizenhét 10 négyzetkilométernél nagyobb település található. Az ötezer főnél népesebb városok száma 2, a négyezer főnél népesebb városok száma 3, az ezer főnél népesebb települések száma 13. A járás legkisebb népességű települése Magyardombegyház (201 fő), a legkisebb területű pedig szintén Magyardombegyház (7,65 négyzetkilométer). A legnagyobb területű település a járásban Mezőhegyes, a legnépesebb Mezőkovácsháza.
| Település        | Rang (2013. július 15.) | Kistérség (2013. január 1.) | Közös hivatal  | Népesség (2012. január 1.) | Terület (km²) |
| ---------------- | ----------------------- | --------------------------- | -------------- | -------------------------- | ------------- |
| Mezőkovácsháza   | járásszékhely város     | Mezőkovácsházai             |                | 6 049                      | 62,59         |
| Battonya         | város                   | Mezőkovácsházai             |                | 5 565                      | 145,71        |
| Medgyesegyháza   | város                   | Mezőkovácsházai             | Medgyesegyháza | 3 691                      | 64,29         |
| Mezőhegyes       | város                   | Mezőkovácsházai             |                | 4 994                      | 155,44        |
| Dombegyház       | nagyközség              | Mezőkovácsházai             |                | 1 943                      | 57,94         |
| Kevermes         | nagyközség              | Mezőkovácsházai             | Kevermes       | 1 937                      | 43,34         |
| Almáskamarás     | község                  | Mezőkovácsházai             | Kunágota       | 835                        | 14,71         |
| Dombiratos       | község                  | Mezőkovácsházai             | Nagykamarás    | 526                        | 18,3          |
| Kaszaper         | község                  | Mezőkovácsházai             | Kaszaper       | 1 963                      | 33,57         |
| Kisdombegyház    | község                  | Mezőkovácsházai             | Kevermes       | 457                        | 12,61         |
| Kunágota         | község                  | Mezőkovácsházai             | Kunágota       | 2 559                      | 63,96         |
| Magyarbánhegyes  | község                  | Mezőkovácsházai             |                | 2 374                      | 36,56         |
| Magyardombegyház | község                  | Mezőkovácsházai             | Kevermes       | 201                        | 7,65          |
| Medgyesbodzás    | község                  | Mezőkovácsházai             | Nagykamarás    | 1 026                      | 31,67         |
| Nagybánhegyes    | község                  | Mezőkovácsházai             | Kaszaper       | 1 129                      | 42,24         |
| Nagykamarás      | község                  | Mezőkovácsházai             | Nagykamarás    | 1 366                      | 43,1          |
| Pusztaottlaka    | község                  | Mezőkovácsházai             | Medgyesegyháza | 356                        | 18,87         |
| Végegyháza       | község                  | Mezőkovácsházai             | Kaszaper       | 1 305                      | 28,94         |

## Politikai élete
A járás 18 településének egy-egy, összesen 18 polgármestere van, míg a településeknek összesen 103 önkormányzati képviselője van. A legtöbb képviselővel Mezőkovácsháza, Mezőhegyes és Battonya rendelkezik (8 képviselő+1 polgármester), míg a legkevesebbel Pusztaottlaka, Magyardombegyház, Kisdombegyház, Dombiratos és Almáskamarás rendelkezik (4 képviselő+1 polgármester). Az önkormányzatok képviselőinek átlagos száma 5-6 fő, a polgármesterrel együtt 6-7 fő. Mivel a Mezőkovácsházai járásban nincs egyetlen 10 ezer főnél népesebb település sem, ezért minden településen csak egyéni listákról juthatnak be képviselők a helyi önkormányzatba. 
2014-es magyarországi önkormányzati választás következtében a járások önkormányzatainak megoszlása a következő:
| A Mezőkovácsházai járás településeinek együttes önkormányzati összetétele 2014-2019 között |                                 |                                     |
|                                                                                            | Fidesz-KDNP                     | 38 képviselő+9 polgármester (38,8%) |
|                                                                                            | Magyar Szocialista Párt         | 2 képviselő (1,7%)                  |
|                                                                                            | Jobbik Magyarországért Mozgalom | 1 képviselő (0,85%)                 |
|                                                                                            | független képviselők            | 62 képviselő+9 polgármester (58,7%) |

| A Mezőkovácsházai járás településeinek együttes önkormányzati összetétele 2019-től |                                  |                                      |
|                                                                                    | Fidesz-KDNP                      | 28 képviselő+8 polgármester (29,7%)  |
|                                                                                    | Magyar Szocialista Párt          | 1 képviselő (0,85%)                  |
|                                                                                    | Összefogás a Jövőnkért Egyesület | 1 képviselő (0,85%)                  |
|                                                                                    | független képviselők             | 73 képviselő+10 polgármester (68,6%) |

A 2014-es választás után 9 településen Fidesz-KDNP-s, 9 településen független lett a polgármester. A 18 önkormányzatból legnagyobb arányban Pusztaottlakán nyert egy párt, ahol a Fidesz-KDNP a polgármestert és mind a 4 képviselőt adhatja. Az MSZP összesen 2 képviselőt adott, egyet Magyarbánhegyesen, egyet pedig Medgyesegyházán, míg a Jobbik 1 képviselőt adott, Magyarbánhegyesen. A parlamenti frakcióval rendelkező pártok közül egyedül az LMP nem juttatott be egy képviselőt sem, de nem is indítottak, illetve a KDNP sem juttatott be képviselőt sehol sem, de nem is indult a KDNP-nek önállóan jelöltje, csak a Fidesz-szel közös.
2019-ben a Fidesz-KDNP-nek 1-el kevesebb településen lett polgármestere, mint azelőtt, emellett nagyjából a képviselői székeinek egynegyedét elvesztette. Az MSZP sehol sem jutott be, azonban 2019-ben egy medgyesegyházi, az Összefogás a Jövőnkért Egyesület színeiben bejutott képviselő halálát követően az MSZP jelöltje következett a kislistán. Az MSZP így a korábbi kettő mandátumához képest csak eggyel rendelkezik, bár a másik szocialista képviselő Magyarbánhegyesen független jelöltként bejutott a helyi grémiumba. Érdekesség, hogy míg a Fidesz pl. a hagyományosan baloldalinak számító Magyarbánhegyesen és Mezőkovácsházán is növelni tudta képviselői számát, több korábbi képviselőjük és polgármesterük is függetlenként indult el és jutott be. A legnagyobb népszerűségvesztést Battonyán könyvelhetik el: korábban frakcióval is rendelkeztek (5 fő + 1 támogatott polgármester), az új testületben egy fideszes sincs. Mezőkovácsházán nem indult fideszes polgármester-jelölt, Dombiratoson 2017 óta nincs jelen a Fidesz, Kaszaperen pedig az addigi polgármester független jelöltként indult el; ellenben megszerezték Medgyesegyházát, ahol addig független politikus volt hatalmon. 
A Jobbik sehol sem indult önállóan: Medgyesegyházán az Összefogás a Jövőnkért Egyesület színeiben indultak el, míg Végegyházán (ahol a 2017-es időközi választást követően jobbikos volt a polgármester) független csapat indult. 2 képviselőjük jutott be Medgyesegyházán, egyikük azonban sajnálatos módon elhalálozott. A jelöltek közül a legtöbbet a Fidesz-KDNP indította; az MSZP és a DK 1-1 főt (Medgyesegyházán, illetve Dombegyházon),  továbbá civilszervezetek színeiben 4 fő indult: 3 fő az Összefogás a Jövőnkért színeiben Medgyesegyházán, míg 1 fő Az Ifjúsággal Békés Megyéért Egyesület színeiben Mezőkovácsházán. 
A járás politikailag igencsak aktív: megyei listákon összesen 8 fő indult a járásból, ebből 3 fő a Fidesz-KDNP, 2 fő a Jobbik, 1 fő az MSZP, 2 fő a Mi Hazánk listáján, ebből 1 fő, Varga Gusztáv került be a megyei közgyűlésbe. A DK és a Momentum listáján nem szerepelt jelölt a mezőkovácsházai járásból.

## Gazdasága
A Mezőkovácsházai járás egyike Magyarország legelmaradottabb járásainak. A járás 18 településéből 15 számít társadalmi gazdasági és infrastrukturális szempontból elmaradottnak, a járás összes települése, kivéve Mezőkovácsházát, Mezőhegyest és Kaszapert. A munkanélküliség csak Mezőkovácsházán, Mezőhegyesen és Kaszaperen nem jelent különösebb gondot, a többi településen a munkanélküliség az országos átlag legalább 1,75-szöröse, azaz 2015 márciusában ezen 15 településen a munkanélküliség meghaladta a 12,775 százalékot. Ezen érték alatt csak a mezőkovácsházai, mezőhegyesi és kaszaperi mutatók álltak.
A járás főbb munkaadói az állam (helyi önkormányzatok, járási hivatal, kormányablak, valamint iskolák), a mezőkovácsházai székhelyű Pannon-Lúd Kft. és a Mezőhegyesi Állami Ménesbirtok.

## Népesség
A járás népessége 38 276 fő. Jelentős kisebbség a cigányság, a románság, a szerbség, a szlovákság és a németség.

## Oktatás
A járás területén 15 általános iskola (ebből 3 nemzetiségi általános iskola, 3 egyházi általános iskola), 3 középiskola (1 gimnázium, 1 szakközépiskola, 1 gimnázium-szakközépiskola) és 1 speciális általános iskola-középiskola található, így összesen 19 iskola található a Mezőkovácsházi járásban. A járás gimnáziumai: mezőkovácsházi Békés Megyei Hunyadi János Közoktatási Intézmény, a Battonyai Mikes Kelemen Katolikus Gimnázium, Szakképző Iskola és Kollégium és a Mezőhegyesi Kozma Ferenc Mezőgazdasági Szakképző Iskola és Kollégium. A járás negyedik középiskolája egy speciális középiskola, Magyarbánhegyesen található, a Békés Megyei Hunyadi János Közoktatási Intézmény EGYMI, ahová sérült gyerekek járnak óvodától középiskoláig. A járás területén Mezőkovácsházán található városi gyermek - és ifjúsági önkormányzat, ami egyedüli a járásban és Orosháza mellett egyedüli egész Békés vármegyében. A járás területén kb. 1000 középiskolás diák és kb. 3000 általános iskolás diák tanul. A 18 településből nincs iskolája Pusztaottlakának, Kisdombegyháznak, Magyardombegyháznak és Dombiratosnak. A 4 városból nincs középiskolája Medgyesegyházának, de gimnáziuma csak Mezőkovácsházának és Battonyának van. A 4 városból nincs szakközépiskolája a járásszékhely Mezőkovácsházának és Medgyesegyházának. 